# LUM!X
Luca Michlmayr (Rohrbach in Oberösterreich, 23 juli 2002), beter bekend onder diens artiestennaam LUM!X, is een Oostenrijks diskjockey.

## Biografie
LUM!X bracht in 2017 zijn eerste muziek uit, en werkte onder meer samen met Gabry Ponte, KSHMR, Peter Schilling en MOTi. Begin 2022 werd hij samen met Pia Maria door de Oostenrijkse openbare omroep intern geselecteerd om Oostenrijk te vertegenwoordigen op het Eurovisiesongfestival 2022 in het Italiaanse Turijn. Daar raakte LUM!X niet voorbij de halve finale.

## Discografie

### Singles
| Single met eventuele hitnotering(en) in de Nederlandse Top 40 | Datum van verschijnen | Datum van binnenkomst | Hoogste positie | Aantal weken | Opmerkingen                                            |
| ------------------------------------------------------------- | --------------------- | --------------------- | --------------- | ------------ | ------------------------------------------------------ |
| Thunder                                                       | 2021                  | 02-10-2021            | 8               | 11           | Nr. 14 in de Single Top 100 met Gabry Ponte & Prezioso |
| We Could Be Together                                          | 2022                  | 02-07-2022            | 10              | 20           | met Gabry Ponte & Daddy DJ                             |
| Forget You                                                    | 2023                  | 18-03-2023            | tip18           | 4            | met Gabry Ponte & Alida                                |

| Single met hitnotering(en) in de Vlaamse Ultratop 50 | Datum van verschijnen | Datum van binnenkomst | Hoogste positie | Aantal weken | Opmerkingen                |
| ---------------------------------------------------- | --------------------- | --------------------- | --------------- | ------------ | -------------------------- |
| Monster                                              | 2019                  | 14-09-2019            | tip1            | -            | met Gabry Ponte            |
| Thunder                                              | 2021                  | 18-12-2021            | 4               | 28           | met Gabry Ponte & Prezioso |
| We Could Be Together                                 | 2022                  | 23-07-2022            | 27              | 17           | met Gabry Ponte & Daddy DJ |

1957: Bob Martin · 
1958: Liane Augustin · 
1959: Ferry Graf · 
1960: Harry Winter · 
1961: Jimmy Makulis · 
1962: Eleonore Schwarz · 
1963: Carmela Corren · 
1964: Udo Jürgens · 
1965: Udo Jürgens · 
1966: Udo Jürgens · 
1967: Peter Horton · 
1968: Karel Gott · 
1971: Marianne Mendt · 
1972: Milestones · 
1976: Waterloo & Robinson · 
1977: Schmetterlinge · 
1978: Springtime · 
1979: Christina Simon · 
1980: Blue Danube · 
1981: Marty Brem · 
1982: Mess · 
1983: Westend · 
1984: Anita · 
1985: Gary Lux · 
1986: Timna Brauer · 
1987: Gary Lux · 
1988: Wilfried · 
1989: Thomas Forstner · 
1990: Simone · 
1991: Thomas Forstner · 
1992: Tony Wegas · 
1993: Tony Wegas · 
1994: Petra Frey · 
1995: Stella Jones · 
1996: George Nussbaumer · 
1997: Bettina Soriat · 
1999: Bobbie Singer · 
2000: The Rounder Girls · 
2002: Manuel Ortega · 
2003: Alf Poier · 
2004: Tie Break · 
2005: Global Kryner · 
2007: Eric Papilaya · 
2011: Nadine Beiler · 
2012: Trackshittaz · 
2013: Natália Kelly · 
2014: Conchita Wurst · 
2015: The Makemakes · 
2016: Zoë · 
2017: Nathan Trent · 
2018: Cesár Sampson · 
2019: PÆNDA · 
2021: Vincent Bueno · 
2022: LUM!X feat. Pia Maria · 
2023: Teya & Salena · 
2024: Kaleen · 
2025: JJ